# شون سوليفان (محامي)
شون سوليفان (بالإنجليزية: Sean Sullivan)‏ هو رجل غواصة وضابط ومحامي أمريكي، ولد في 30 نوفمبر 1958.